# Perućko jezero
Perućko jezero je umjetna akumulacija nastala izgradnjom brane Peruća na rijeci Cetini, te je po veličini treće jezero u Hrvatskoj s površinom od oko 15 km2, a dubinom od 65 m među prva tri (dubina jezera jako varira zbog brane koja u kišnoj sezoni jesen-zima akumulira, a u vrijeme ljeta ispušta vodu). 

Izgradnjom brane regulirana je sezona poplava za Hrvatačko polje i Sinjsko polje, te rad nizvodnih hidroelektrana; Peruća, Đale i Zakučac (najveća hidroelektrana u RH).

## Opis
Područje jezera prije potapanja je bilo djelomično naseljeno, a priroda na tom području je obilovala šumama, oranicama, livadama i vinogradima. Od gospodarskih objekata na rijeci Cetini je u tom području bilo mnoštvo mlinova, stupa, uzgajališta riječnih rakova, te čak jedna manja hidroelektrana sagrađena netom poslije Drugog svjetskog rata, a i mnogi mostovi.
 
Na tom zemljištu država je provela nacionalizaciju i seljacima iz mjesta Vrlika, Vinalić, Garjak, Kosore, Ježević, Laktac, Dabar, Vučipolje, Zasiok, Bitelić, Rumin, Hrvace, Satrić, Potravlje, Maljkovo, Otišić i Maovice oduzela zemlju, većinom bez naknade. Poplavljivanjem tog područja većina stanovništva se premjesila na viša područja planina Svilaje, Dinare i Debelog brda a dio stanovnika se odselilo iz ovog kraja.

Pri potapanju područja potopljen je i manastir u Dragoviću koji ponekad kod niskih vodostaja izroni iz dubine jezera, zajedno sa zidinama mnogih kamenih kuća, staja, mlinova i suhozida.
Nalazi se nekoliko kilometara nizvodno od izvora Cetine. Cetina utječe u Perućko jezero na mjestu zvanom Garjak. Ondje je mnoštvo plaža i rukavaca.

## Domovinski rat
Tijekom Domovinskog rata pobunjenici su miniranjem pokušali srušiti branu, i to za vrijeme najvišega ikad izmjerenog vodostaja, no zbog specifične izgradnje brane (jezgra od ilovače) i brze intervencije Hrvatske vojske spriječeno je potopljavanje nizvodnih sela i gubitak ljudskih života.

## Ribolov
Ribolov je razvijen, ali samo za sportske i rekreacijske svrhe. Postojali su pokušaji komercijalnog uzgoja ribe u kavezima ali se zbog učestalih krađa odustalo od takvog uzgoja.

## Sport
Jezero je poznato i po tome što se na njemu, zbog izvsnih uvjeta, pripremaju za nastupe hrvatski i strani veslači, među kojima su osvajači olimpjiskih i svjetskih medalja.

## Biološke osobine jezera
Budući da se radi o relativno novonastaloj umjetnoj akumulaciji izgrađenoj na izrazito krškom području i ne postoji kontinuitet dugotrajnog razvoja biloške raznolikosti kako biljnog tako i životinjskog svijeta tako da se ne može reći da sama akumulacija obiluje životinjskim i biljnim vrstama premda one koje su evidentirane nisu zanemarive u biološkom smislu.

Viša vodena vegetacija
- trska Phragmites communis

Fitoplankton
- svjetleći bičaši Dinoflagellata; Ceratium hirundinella (najbrojniji fitoplankton u jezeru Peruća),
- alga Cyanophyta Pediastrum,
- alge Chrysophyta; Dinobryon, Diatomeae, Navicula i Cyclotella.

Zooplankton
- račići rašljoticalci Cladocera; Bosmina longirostris, Diaphanosoma brachyurum i Daphnia longispina,
- račići veslonošci Copepoda Diaptomus gracilis i
- kolnjaci Rotatoria: Polyarthra sp., Brachionus sp. i Asplanchna sp.

### Fauna
- vodeni kukci, larve Chironomidae
- maločetinaši, gujavice Oligochaeta

Ihtiofauna
- potočna pastrva Salmo trutta
- cetinska ukliva/klen; Squalius illyricus i Leuciscus ukliva
- badelj iliti lizibaba Cobitis taenia
- podust Chondrostoma nasus
- kalifornijska pastrva Oncorhynchus mykiss (uvedena vrsta tijekom poribljavanja)
- štuka Esox lucius (uvedena vrsta tijekom poribljavanja, izraziti predator, glavni razlog drastičnog opadanja ribljeg fonda u jezeru Peruća i nizvodno na rijeci Cetini)
- šaran Cyprinus carpio (uvedena vrsta tijekom poribljavanja)
- lipljen Thymallus thymallus (uvedena vrsta tijekom poribljavanja)
- babuška Carassius auratus gibelio (uvedena vrsta tijekom poribljavanja)

## Zanimljivosti
Zbog više uzastopnih dana debelih temperaturnih minusa na jezeru Peruća 16. veljače 2012. godine pojavio se led na gotovo 90% površine po prvi put u svojoj povijesti, premda se jezero u rubnim dijelovima uz obalu znalo i prije zalediti.

## Pogledati još
- Brana Peruća
- Hidroelektrana Peruća

## Vanjske poveznice
- Članak o opadanju vodostaja tijekom ljetne suše 2003.[neaktivna poveznica]